# Chiesa di Santa Liberata (San Polo dei Cavalieri)
La chiesa di Santa Liberata è sita all'ingresso del cimitero di San Polo dei Cavalieri nella città metropolitana di Roma Capitale.

## Storia
Questa chiesa è stata eretta su una preesistente chiesetta distrutta.
La chiesa venne consacrata il 27 agosto 1550 da un vescovo di Albano, secondo un'incisione su di un gradino dell'altare (1493), la fondazione pare da ricercare almeno ad un secolo prima. Il resto dell'incisione cita: Exaudi Deus orationes sup(plicant) ivm in loco, ist (O.) quesorum hunc beneficia petituru ingreditur cum a se impetrasse letetur (Accogli o Signore le preghiere delle persone che ti invocano qui. Colui che entrerà qui per implorare grazia sarà ascoltato).
Nel 1658 la chiesa viene visitata da un vescovo di Tivoli (Marcello Santacroce).

## Struttura

### L'esterno
L'esterno è a capanna.
La facciata è in stile romanico-barocco con 3 portali, il centrale è il maggiore, separati da lesene a pilastri.
Sopra il portale principale è posto un timpano sul cui culmine è posta una croce.
La pianta è a croce greca con volte a botte.

### L'interno
Dell'originaria chiesetta ne rimane l'abside con un affresco raffigurante la Madonna della Misericordia del XVI secolo.
La Madonna viene raffigurata in piedi adornata con un mantello sostenuto tramite le mani allargato in modo da poter ospitare sotto il mantello a chiunque desideri la sua protezione.
Non molto lontano è stato realizzato un Giudizio Universale con la distinzione fra condannati all'inferno e i giudicati idonei al paradiso.
Sull'altare posto a destra è stato posto una tela raffigurante la Madonna del Carmelo seduta con Bambino in grembo il quale pone il braccio verso San Carlo Borromeo orante e genuflesso verso i due.
Un arco sorretto da due pilastri delimita la cupola semisferica (che si vede all'esterno) dall'abside.
Il rifacimento attuale è in stile dell'inizio del XIX secolo con forte influenza neoclassica.